# Punto caldo di Cobb

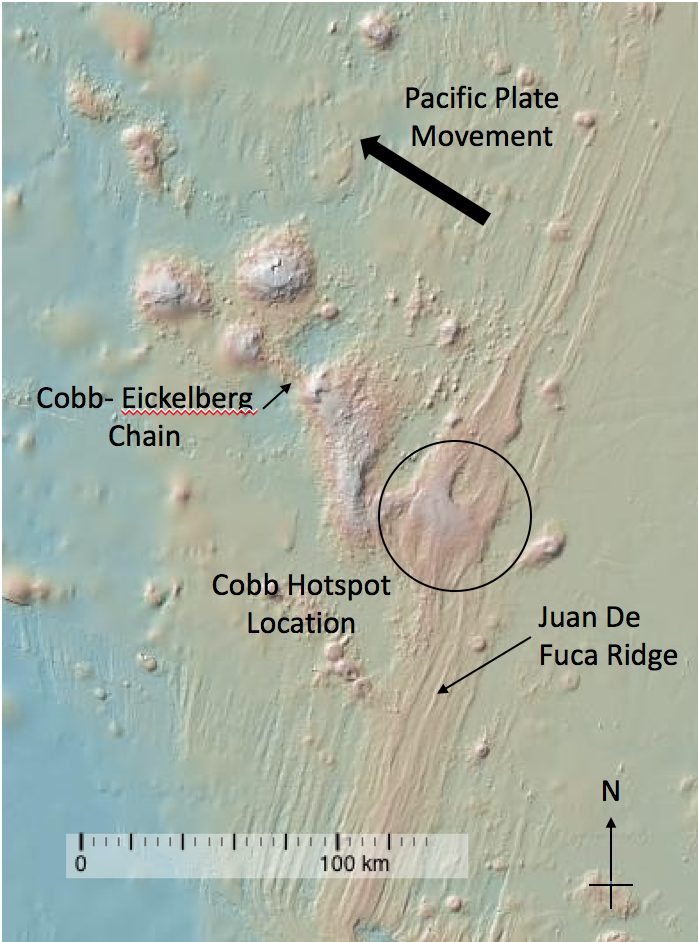
Mappa del punto caldo di Cobb e delle più importanti caratteristiche geologiche nelle vicinanze.

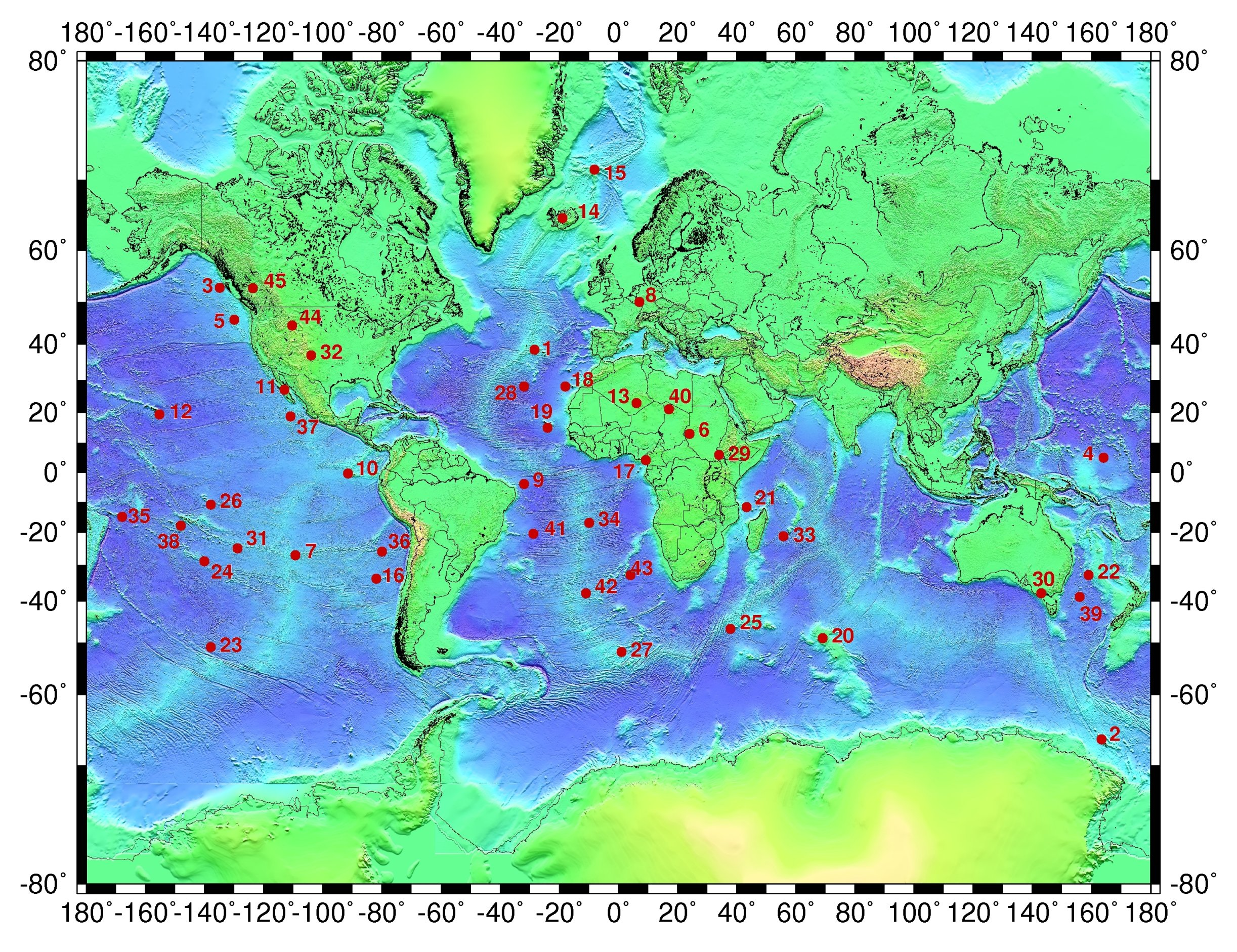
Il punto caldo di Cobb è contrassegnato dal numero 5, sulla parte superiore sinistra della mappa, al largo della costa nordoccidentale del Nord America.

Il punto caldo di Cobb è un punto caldo vulcanico situato nell'Oceano Pacifico alle coordinate 46˚ 00' 0.00" N, -130˚ 00' 0.00" W, circa 460 km a ovest dell'Oregon e dello Stato di Washington, nel Nord America. 
Nel corso delle ere geologiche, la superficie della Terra è migrata rispetto al punto caldo per i movimenti delle placche tettoniche, dando luogo alla formazione della catena sottomarina di Cobb-Eickelberg. Attualmente il punto caldo è collocato nella dorsale di Juan de Fuca.
Deriva il suo nome dalla motonave da ricerca MV John N. Cobb che nel 1950 eseguì una campagna di esplorazioni del fondale sottomarino di quest'area.

## Catena sottomarina di Cobb
Il punto caldo di Cobb ha creato una catena sottomarina che si estende per 1.800 km verso nordovest e termina nella fossa delle Aleutine.
Il rilievo più antico è il Marchland Seamount, che ha un'età compresa tra 30 e 43 milioni di anni. La parte nordoccidentale e più vecchia della catena va a collidere con una zona di subduzione, per cui risulta difficile determinare la vera età del punto caldo in quanto la crosta oceanica viene consumata.
La zona di eruzione più recente del punto caldo è l'Axial Seamount, una montagna sottomarina le cui ultime eruzioni sono avvenute nel 1998, nel 2011 e nel 2015.
La dorsale centrale del punto caldo è più spessa di alcuni chilometri della crosta circostante e può essere il risultato dell'accumulo di magma rilasciato nel punto caldo, che è sostanzialmente un vulcano sottomarino con una radice da 20 a 40 km di diametro, e che raggiunge una profondità di 11 km al di sotto del vulcano. Il magma fluisce a una velocità da 0,3 a 0,8 m³/s mentre la caldera si trova a 1.450 metri al di sotto del livello del mare.